# NGC 6311
NGC 6311 ist eine 13,6 mag helle elliptische Galaxie vom Hubble-Typ E0 im Sternbild Herkules am Nordsternhimmel. Sie ist schätzungsweise 487 Millionen Lichtjahre von der Milchstraße entfernt und hat einen Durchmesser von etwa 160.000 Lichtjahren.
Im selben Himmelsareal befinden sich u. a. die Galaxien NGC 6301 und NGC 6312.
Das Objekt wurde am 30. Juni 1876 vom französischen Astronomen Édouard Stephan entdeckt.